# Hussein Kamel của Ai Cập
Sultan Hussein Kamel (Tiếng Ả Rập: السلطان حسين كامل; Tháng 11 năm 1853 - 9 tháng 10 năm 1917) là Sultan của Ai Cập từ ngày 19/12/1914 đến ngày 09/10/1917, trong thời kỳ Đế quốc Anh bảo hộ Ai Cập. Ông là người đầu tiên giữ tước hiệu Sultan của Ai Cập kể từ khi Đế quốc Ottoman giết chết Sultan Tuman bay II vào năm 1517 sau khi họ chinh phục Ai Cập.
Hussein Kamel là con trai thứ hai của Khedive Ismail Pasha, người trị vì Ai Cập từ năm 1863 đến năm 1879. Ông được tuyên bố là Sultan của Ai Cập vào ngày 19/12/1914, sau khi quân Anh chiếm đóng Ai Cập tuyên bố phế truất cháu trai của ông, Phó vương Abbas Hilmi II, vào ngày 05/11/1914. Mặc dù được tuyên bố thoát khỏi sự phục thuộc vào Đế quốc Ottoman, nâng vị trí quốc gia từ Phó vương lên Vương quốc, nhưng trên thực tế Vương quốc Hồi giáo Ai Cập vẫn là một quốc gia được Anh bảo hộ, với quyền lực chính trị và quân sự được trao cho các quan chức người Anh. Điều này đồng nghĩa với việc Phó vương Ai Cập không còn là một tỉnh của Đế quốc Ottoman, dù chỉ là trên danh nghĩa kể từ khi Muhammad Ali lên nắm quyền vào năm 1805.
Sau cái chết của Quốc vương Hussein Kamel, con trai duy nhất của ông, Vương tử Kamal el Dine Hussein, đã từ chối kế vị ngai vàng, và anh trai của Hussein Kamel là Ahmed Fuad đã lên ngôi với tước hiệu là Fuad I của Ai Cập. Ở phần đầu của cuốn tiểu thuyết Palace Walk của nhà văn người Ai Cập từng đoạt giải Nobel - Naguib Mahfouz, nhân vật Ahmad Abd al-Jawwad nói rằng: "Vương tử Kamal al-Din Husayn là một người đàn ông tốt! Bạn có biết anh ta đã làm gì không? Anh ta đã từ chối kế thừa ngôi vị của người cha quá cố của mình chừng nào người Anh còn nắm quyền".

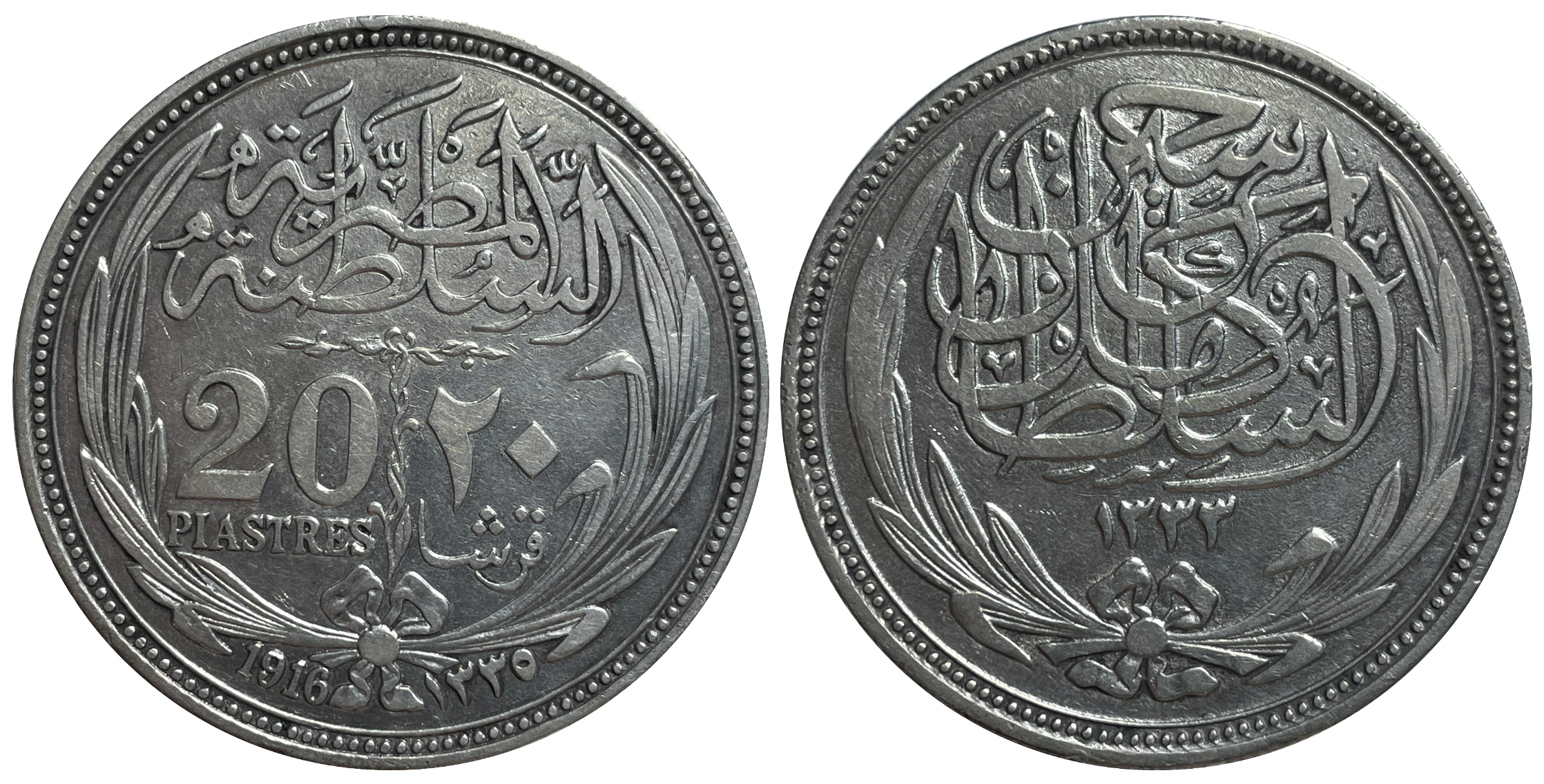
Xu bạc: 20 qirsh của Vương quốc Hồi giáo Ai Cập được đúc dưới thời trị vì của Hussein Kamel - 1916